# Tenodera superstitiosa
Tenodera superstitiosa är en bönsyrseart som beskrevs av Fabricius 1781. Tenodera superstitiosa ingår i släktet Tenodera och familjen Mantidae.

## Underarter
Arten delas in i följande underarter:
- T. s. bokiana
- T. s. superstitiosa